# Hormisa absorptalis
Hormisa absorptalis là một loài bướm đêm trong họ Noctuidae.